# Capsicum galapagoense
Capsicum galapagoense Hunz. è una pianta della famiglia delle Solanaceae, originaria delle Isole Galapagos, in Sud America.